# Falx cerebelli
De falx cerebelli (Latijn, letterlijk sikkel van de kleine hersenen) is een kleine, sikkelvormige uitsparing in het harde hersenvlies. De uitsparing zit vast aan het tentorium cerebelli en het achterhoofdsbeen. De falx cerebelli is meestal tussen de 2,8 en 4,5 cm lang en ongeveer 1 à 2 mm dik.